# Quo Vadis (album)
Quo Vadis – pierwszy album długogrający szczecińskiego zespołu metalowego Quo Vadis. Został on wydany w 1991 roku nakładem wytwórni Baron Records, doczekał się również reedycji w 2001 roku, wydanej nakładem wytwórni Dywizja Kot.

## Lista Utworów[1]
| Nr | Tytuł utworu                               | Długość |
| -- | ------------------------------------------ | ------- |
| 1. | „NKWD”                                     | 4:44    |
| 2. | „Monofobia”                                | 4:43    |
| 3. | „Wegetacja”                                | 3:35    |
| 4. | „...Albo nie być”                          | 2:52    |
| 5. | „Kocham cię, kochanie moje” (Cover Maanam) | 1:22    |
| 6. | „Trzy szósteczki”                          | 4:20    |
| 7. | „Czerwone prawo”                           | 2:54    |
| 8. | „Ból istnienia”                            | 3:11    |
| 9. | „Quo Vadis”                                | 3:06    |
|    |                                            | 30:47   |

## Twórcy[2]
- Tomasz „Skaya” Skuza – wokal, bass
- Jacek „Dżek” Gnieciecki – gitara
- Mariusz „Bączek” Bączkiewicz – gitara
- Wojciech „Łysy” Słabicki – perkusja